# Piet O. Schmidt
Piet Oliver Schmidt (* 1970 in Schwäbisch Hall) ist ein deutscher Physiker an der Gottfried Wilhelm Leibniz Universität Hannover und der PTB. Dort leitet er des Institute for Experimental Quantum Metrology.
Schmidt studierte in Konstanz und Portland Physik. 2003 promovierte er an der Universität Stuttgart. Von 2005 bis 2008 war er Assistent von Rainer Blatt. 2009 wurde er zum Professor berufen.
2023 wurde Schmidt zum Mitglied der Deutschen Akademie der Technikwissenschaften (acatech) gewählt.
Er beschäftigt sich mit Quantenphysik und Anwendungen davon für die Metrologie.

## Veröffentlichungen
- Non-destructive state detection for quantum logic spectroscopy of molecular ions, Nature, 530, S. 457–460 (2016), doi:10.1038/nature16513